# جون موريسون (سياسي كندي)
جون موريسون هو سياسي كندي، ولد في 17 أبريل 1868، وتوفي في 6 يونيو 1930. انتخب member of the Legislative Assembly of Manitoba ‏ عن دائرة Keewatinook ‏ (16 سبتمبر 1916 – 29 يونيو 1920).